# Lungen-Seitling
Der Lungen-Seitling (Pleurotus pulmonarius), auch Löffelförmiger Seitling oder Sommeraustern-Seitling, ist eine Pilzart aus der Familie der Seitlingsartigen. Er ist nahe mit dem Austern-Seitling verwandt; durch Kreuzungsexperimente konnte nachgewiesen werden, dass der Lungen-Seitling eine eigenständige Art darstellt.

## Merkmale

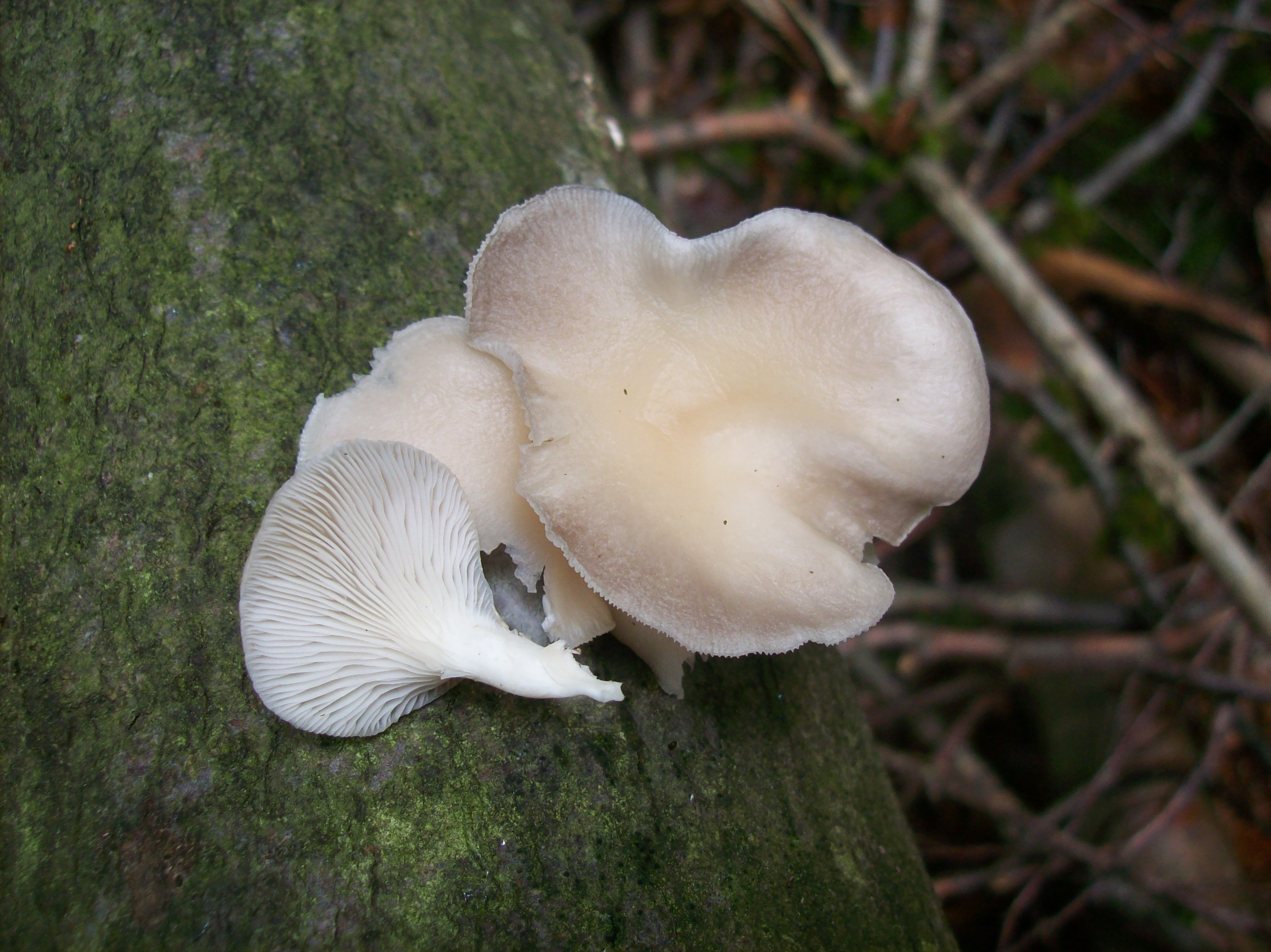
Junge Exemplare des Lungen-Seitlings.

### Makroskopische Merkmale
Der Lungen-Seitling ähnelt dem verwandten Austern-Seitling, wie bei diesem erscheinen die Fruchtkörper in dichten Büscheln am Substrat, wobei die Fruchtkörper des Lungen-Seitlings kleiner und zarter als die des Austern-Seitlings sind. Der Stiel ist kurz und seitlich ansetzend. Die Oberseite der Lungen-Seitlinge ist meist heller gefärbt als beim Austern-Seitling, die Farbe reicht von cremeweiß bis hell beige, manchmal grau bis bräunlich, ist aber immer ohne Blautöne. Der Lungen-Seitling riecht angenehm, im frischen Zustand süßlich nach Anis. Er neigt dazu, sich gelblich zu verfärben, besonders bei Trockenheit und am Hutrand.

### Mikroskopische Merkmale
Mikroskopisch zeigt der Lungen-Seitling dickwandige Hyphen der Lamellentrama und eine Huthautstärke von 40–50 µm.

## Ökologie und Phänologie
Der Lungen-Seitling ist ein Saprobiont und Schwächeparasit an verschiedenen Laubhölzern; als Substrate werden Buche, Esche, Pappel, Birken, Walnuss und Sorbus-Arten aufgeführt. Er bewohnt wie der Austern-Seitling boden- und luftfeuchte Wälder, kommt aber auch außerhalb von Wäldern an entsprechendem Substrat vor. Im Gegensatz zum Austern-Seitling kommt der Lungen-Seitling nicht bei Kälte vor, sondern kann im Sommer und Frühherbst gefunden werden.

## Verbreitung
Der Lungen-Seitling ist in der Holarktis verbreitet, er wird für Australien angegeben, Krieglsteiner stellt in Frage, ob es sich um indigene Vorkommen handelt. In Europa ist der Lungen-Seitling in nördlichen Gebieten (Hebriden, Skandinavien) deutlich häufiger als in westlichen und südlichen Bereichen. In Deutschland kommt der Lungen-Seitling weit gestreut im gesamten Gebiet vor. Bei Angaben zur Verbreitung ist zu beachten, dass er wohl häufig mit dem Austern-Seitling verwechselt wird.

## Verwechslung
In den Sommermonaten wachsende Formen des deutlich häufigeren und sehr variablen Austern-Seitlings können dem Lungen-Seitling sehr ähnlich sehen, weil diese meist auch heller gefärbt sind als die Formen im Winter (bis ganz weiß). Der Austern-Seitling ist für gewöhnlich kräftiger und dickfleischiger, hat einen unauffälligen, angenehmen oder metallischen (nicht anisartigen) Geruch, gilbt seltener und hat eine meist zottig-striegelige Stielbasis. Mikroskopisch zeichnet er sich durch dünnwandige Hyphen in der Lamellentrama und eine Huthautstärke von 90–120 µm aus.
Der Rillstielige Seitling hat einen längeren, zentraleren Stiel mit tief herablaufenden, anastomosierenden Lamellen. Mikroskopisch unterscheidet er sich durch eine dimitische Struktur der Huttrama.
Der potentiell stark giftige Ohrförmige Weißseitling (Pleurocybella porrigens) wächst nur auf Nadelholz und bildet durchscheinend glasig weiße, stiellose und jung tütenförmige Fruchtkörper ohne Stiel, sondern mit an der Anwuchsstelle zusammenlaufenden Lamellen.
Der Berindete Seitling unterscheidet sich durch sein Velum.

## Bedeutung
Der Lungen-Seitling ist essbar. Als Holz- oder Forstschädling ist er nicht von Bedeutung.